# Barbadoská kuchyně

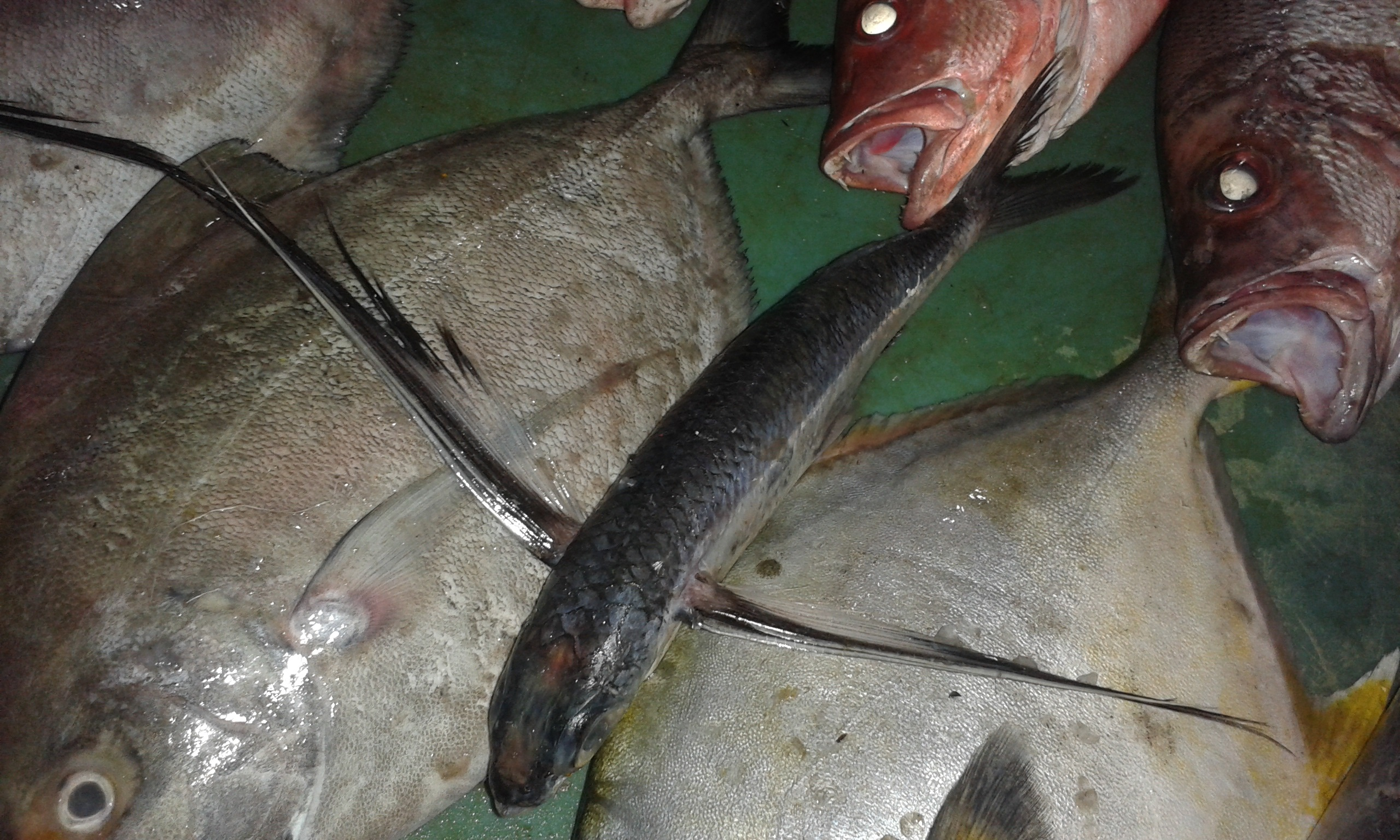
Létající ryba

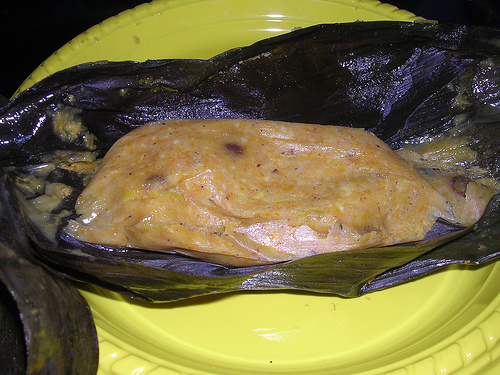
Conkie

Barbadoská kuchyně (anglicky: Barbadian cuisine) je kombinací afro-karibské kuchyně, evropské kuchyně a indické kuchyně. Typické barbadoské jídlo je z masa nebo ryb, kořeněné a pikantní. Velmi populární je maso z létajících ryb.

## Příklady barbadoských pokrmů a nápojů
Příklady barbadoských pokrmů a nápojů:
- Cou-cou, příloha z kukuřičné mouky a okry
- Létající ryba, bývá podávána s cou-cou, národní jídlo Barbadosu
- Cutters, sendviče plněné masem z létající ryby
- Conkies, plněné kukuřičné těsto podávané v banánovém listě, podobné tamales
- Rice and peas, směs rýže a půleného hrachu
- Souse, nakládané vepřové maso
- Grilovaný vepřový ocásek
- Rum
- Koktejly
- Pivo
- Mauby, nápoj z kůry stromů
- Ovocné šťávy